# 麥子詠
麥子詠（1998年7月31日—），生于香港，香港乒乓球運動員。曾在2016年為香港歷史性獲得世界青年乒乓球錦標賽首面單打獎牌，女子單打亚军、雙打及團體季軍，2017年亞洲錦標賽季軍，2018年世界盃及世界團體錦標賽季軍。她現就讀香港中文大學體育運動科學系，曾就讀聖文德天主教小學、協恩中學和林大輝中學。